# Дельта (станция)
Де́льта — железнодорожная станция Астраханского регионаПриволжской железной дороги на линии Верхний Баскунчак — Астрахань, электрифицированной от станции Аксарайская до станции Кутум, расположена в Красноярском районе Астраханской области, в 18 км от станции Аксарайская. Через станцию осуществляются пассажирские перевозки в Волгоград, Нижний Новгород, Астрахань. Ежедневно отправляются пригородные поезда на станции Кутум, Аксарайская II.

## История
Станция открыта в 1909 году. В 1990 году была электрифицирована переменным током 25 кВ в рамках участка от станции Аксарайская до станции Кутум.

## Деятельность
На станции осуществляются:
- Продажа билетов на все пассажирские поезда. Приём и выдача багажа.[4]

## Происшествия
9 февраля 2010 года около 18.00 на переезде в районе станции Дельта произошло столкновение легкового автомобиля ВАЗ-2109 и электропоезда. В результате ДТП девять вагонов сошло с рельсов, погибли 2 пассажира первого вагона и пассажир автомобиля, всего за медицинской помощью обратилось 30 человек. Водитель автомобиля был госпитализирован, но через неделю скончался. Уголовное дело, возбуждённое по нарушению правил дорожного движения и эксплуатации транспортных средств, повлёкшему по неосторожности смерть двух и более лиц, было прекращено в связи со смертью подозреваемого.